# 계시헌장
틀:Infobox Ecumenical council
계시헌장 (Dogmatic Constitution on Divine Revelation)은 신의 말씀인데 원문에 나타난 이름이 신적 계시에 관한 교리적 규정이다. 1965년 11월 18 일 교황 바오로 6 세에 의해 공포되었다. 그것은 제 2 차 바티칸 공의회의 주요 문서 중 하나이다.공의회의 주교인 크리스토퍼 버틀러 (Christopher Butler ) 가 작성자 가운데 한 사람이다. 문구 (계시헌장)"Dei verbum"은 "God of Word"의 라틴어이며, 주요 가톨릭 문서의 제목에 관례인 문서의 첫 번째 줄에서 가져온 것이다.

## 추가 자료
- The Gift of Scripture, "Published as a teaching document of the Bishops' Conferences of England, Wales and Scotland" (2005), The Catholic Truth Society, Ref. SC 80, ISBN 1-86082-323-81-86082-323-8.
- Scripture: Dei Verbum (Rediscovering Vatican II), by Ronald D. Witherup, ISBN 0-8091-4428-X0-8091-4428-X.
- Sinke Guimarães, Atila (1997). 《In the Murky Waters of Vatican II》. Metairie: MAETA. ISBN 1-889168-06-8.
- Amerio, Romano (1996). 《Iota Unum》. Kansas City: Sarto House. ISBN 0-9639032-1-7.
- Witherup, Ronald D., The Word of God at Vatican II: Exploring Dei Verbum, Collegeville, Minnesota: Liturgical Press, 2014.

## 같이 보기
- Divino afflante Spiritu
- Verbum Domini